# Satyros de Callatis
Pour les articles homonymes, voir Satyros.
Sauf précision contraire, les dates de cet article sont sous-entendues « avant l'ère commune » (AEC), c'est-à-dire « avant Jésus-Christ ».
Satyros de Callatis (en grec ancien : Σάτυρος) est un philosophe  péripatéticien et historien du IIIe siècle av. J.-C. dont les biographies (Vies) sont fréquemment citées par Diogène Laërce et par Athénée de Naucratis.

## Vie et œuvres
Un papyrus d'Herculanum nous apprend qu'il est originaire de Callatis Pontica. Il a sans doute vécu au IIIe siècle, avant le règne de Ptolémée VI Philométor (181–146) au cours duquel ses Vies ont été condensées par Héraclide Lembos.
Athénée le qualifie plusieurs fois de péripatéticien, mais son lien avec cette école est sinon ignoré.
Ses biographies concernent plusieurs grandes personnalités comme des chefs d'État (Denys le Jeune, Philippe II de Macédoine), des hommes d'État (Alcibiade), des orateurs (Démosthène), des poètes (Eschyle, Sophocle, Euripide), et des philosophes (Bias de Priène, Chilon de Sparte, Pythagore, Empédocle, Zénon d'Élée, Anaxagore, Socrate, Diogène de Sinope, Anaxarque d'Abdère, Stilpon de Mégare).
Satyros est aussi l'auteur d'un ouvrage sur la population d'Alexandrie, et Des caractères (Περὶ χαρακτήρων).
Des fragments de sa biographie du dramaturge athénien Euripide ont été trouvés à la fin d'un rouleau de papyrus découvert à Oxyrhynchus au début du XXe siècle.